# 涌井はるか
涌井 はるか（わくい・はるか）は、財団法人日本道路交通情報センター (JARTIC) 北海道警察本部駐在のスタッフで、元NHKの契約キャスター。

## 略歴
北海道苫小牧市出身。苫小牧工業高等専門学校物質工学科卒業、同校専攻科修了後、2003年、テレビ埼玉の契約アナウンサーとなり、情報番組を担当していた。
しかし約半年で帰郷し、地元NHK室蘭放送局の契約キャスターとなった。2006年、札幌局に移籍後は全国番組への露出機会も増えた。
契約期間が4年となったこともあり、2010年2月を最後に退局。翌3月よりJARTICに所属し、ラジオの交通情報キャスターを担当している。

## 過去の担当番組
- 情報ひるびん（木曜、テレビ埼玉。2003年4月から半年）
- 情報ごごびん（同上）
- フレッシュサウンド北海道（NHK北海道）
- ほくほくテレビ（同上）
- いぶりDAYひだか（NHK室蘭）
- お元気ですか日本列島 北海道のニュース
- まるごとニュース北海道